# Cirque d'État de Biélorussie
Le Cirque d'État de Biélorussie (biélorusse : Беларускі дзяржаўны цырк) est cirque permanent situé sur l'avenue de l'Indépendance à Minsk. Avec une capacité de 1 667 places, le cirque accueille différents types de spectacles.

## Histoire
Le premier cirque permanent de Biélorussie ouvre ses portes sur la place de la Cathédrale (actuellement place de la Liberté) en 1884. Il s'agissait d'un bâtiment en bois pouvant accueillir 800 spectateurs, monté par les frères Nikitine, célèbres entrepreneurs du monde du cirque. Démonté et reconstruit à plusieurs reprises en différents endroits de la ville, le cirque prend place en 1930 dans le Parc municipal (actuellement parc Maxime Gorki) sous la forme d'un chapiteau d'une capacité de 1 200 places.
Le cirque est finalement détruit en 1941 par l'aviation allemande. La troupe est alors évacuée à Moscou puis à Omsk, où elle donne des représentations pour les soldats en partance pour le front. En 1946, le chapiteau rouvre ses portes au même emplacement.
La construction du nouveau cirque d'hiver, le Cirque d'État de Biélorussie, débute en 1954 et le premier spectacle y est donné en 1959.
Inchangé jusqu'alors, le cirque est entièrement rénové de 2008 à 2010. Trois sculptures font leur apparition devant l'entrée : une écuyère à cheval, une pyramide animale et un clown. Le bâtiment rénové accueille à l'étage le plus élevé le Musée du Cirque d'État de Biélorussie.

## Galerie d'images

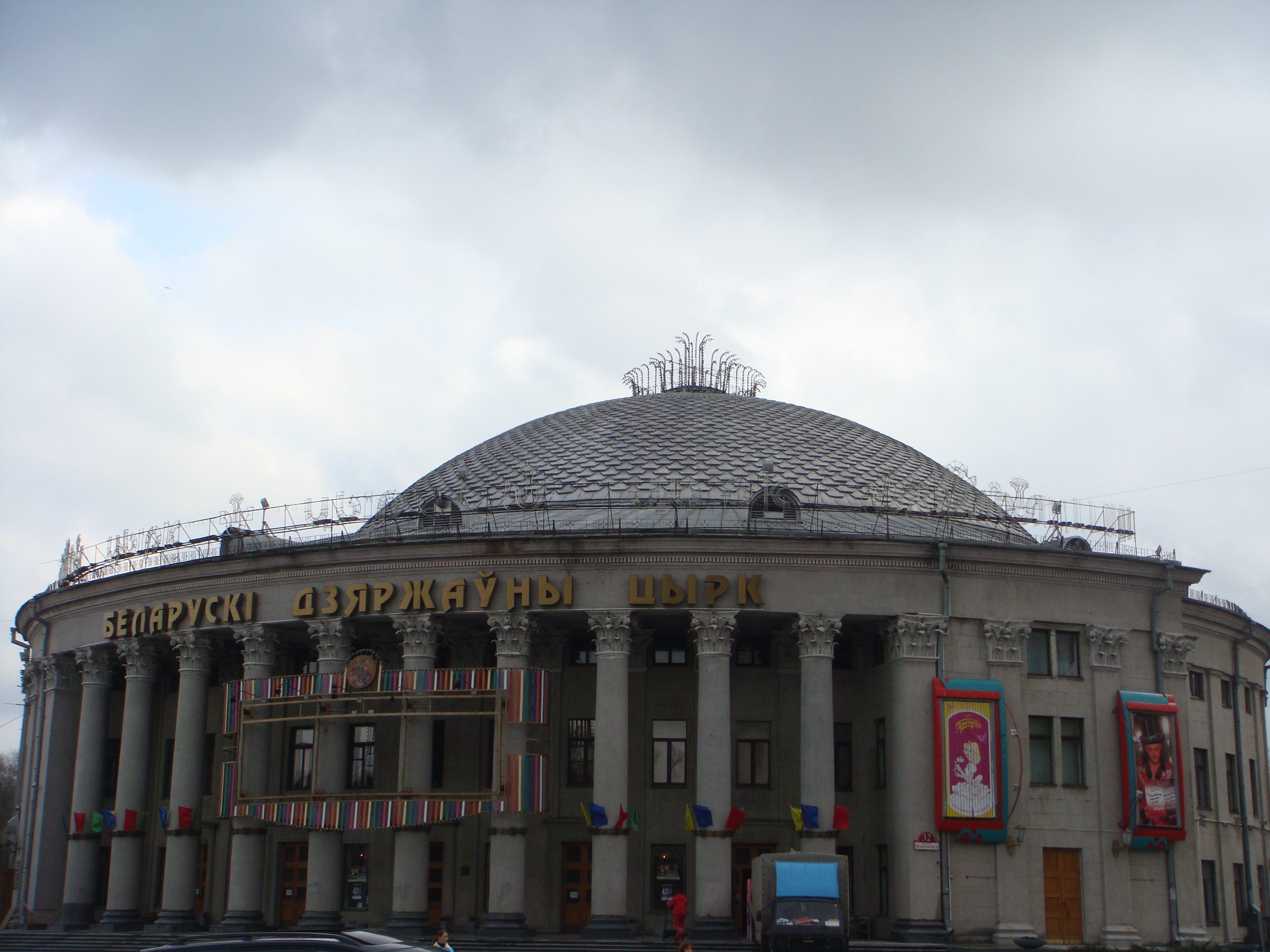
Le Cirque en 2008, avant les travaux
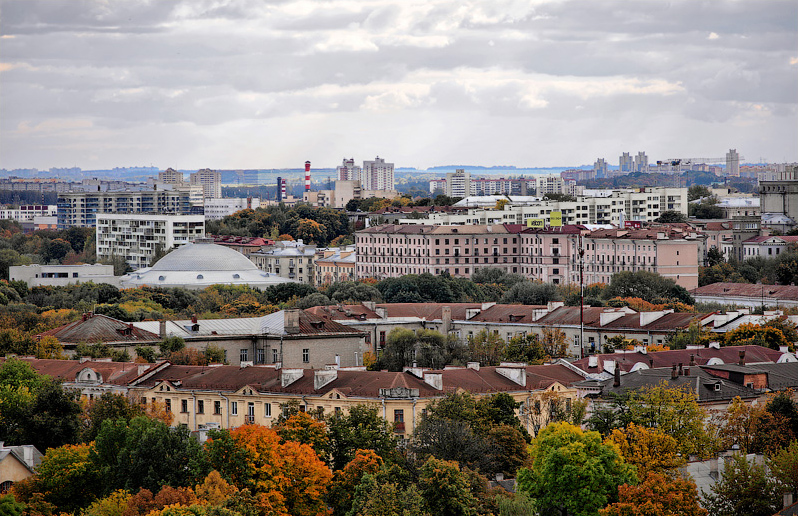
Vue de Minsk avec la coupole du Cirque
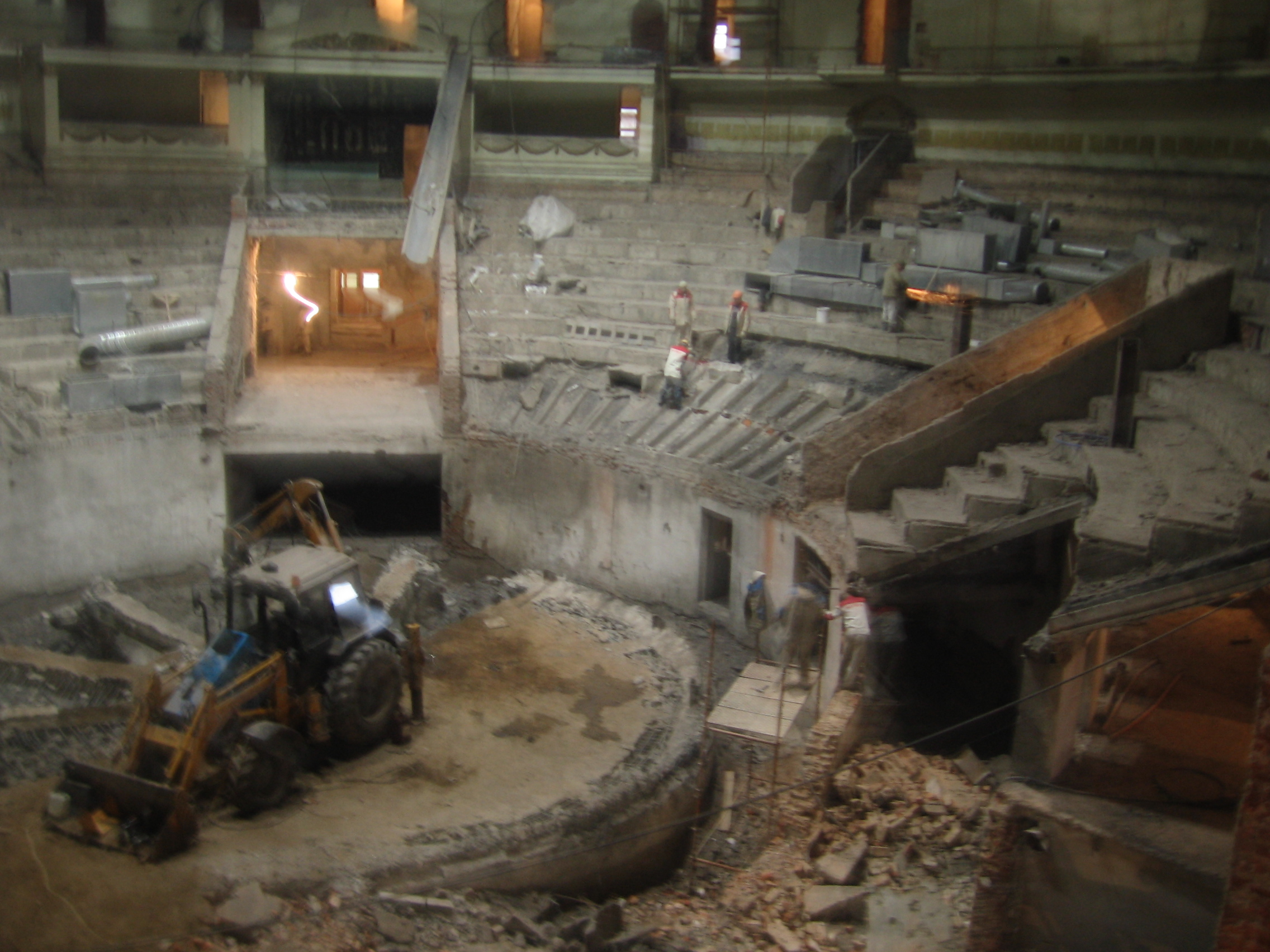
Les travaux de rénovation en 2009
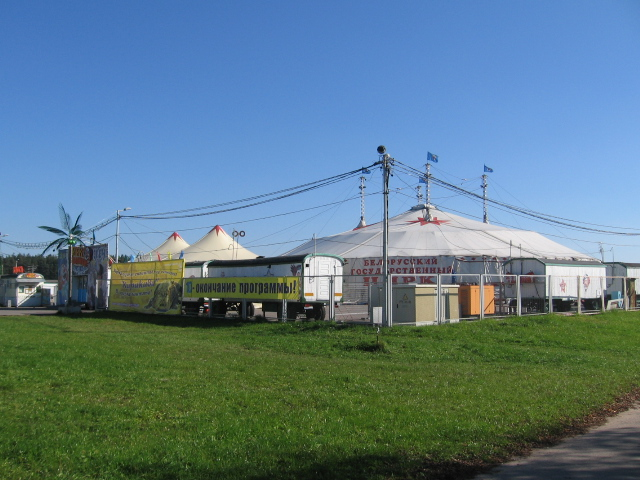
Le chapiteau utilisé pendant les travaux
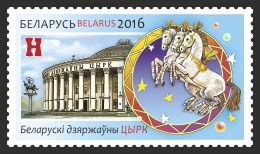
Le Cirque d'État sur un timbre biélorusse de 2016